# Тель-Регев
Кладовище Тель-Регев (івр. בית העלמין תל רגב)  — цвинтар, розташований на південний схід від Шосе 70, на північний схід від поселення Ібтін і на захід від Хавалід. Обслуговує мешканців агломерації Хайфи: міст Хайфа, Кір'ят-Бялік, Кір'ят-Моцкін, Кір'ят-Ям, Рехасім та деяких населених пунктів регіональної ради Звулун.
Цвинтар був заснований у 2004 році, після того, як на Хайфському цвинтарі виникла нестача місць поховання. Цей цвинтар є першим у країні, що спочатку спроектований не для наземного поховання, а для багаторівневого поховання.

## Галерея

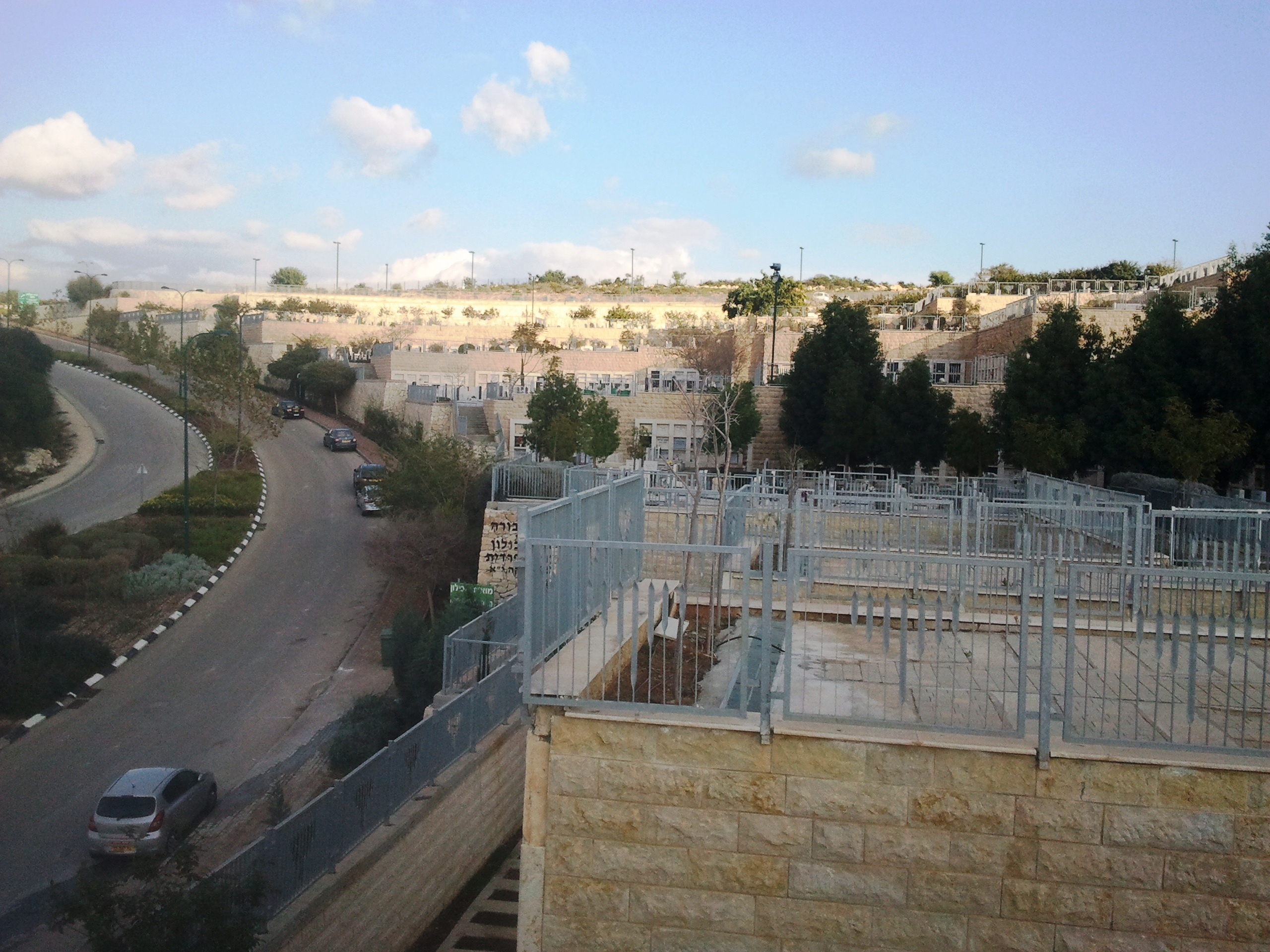
Загальний вигляд цвинтаря
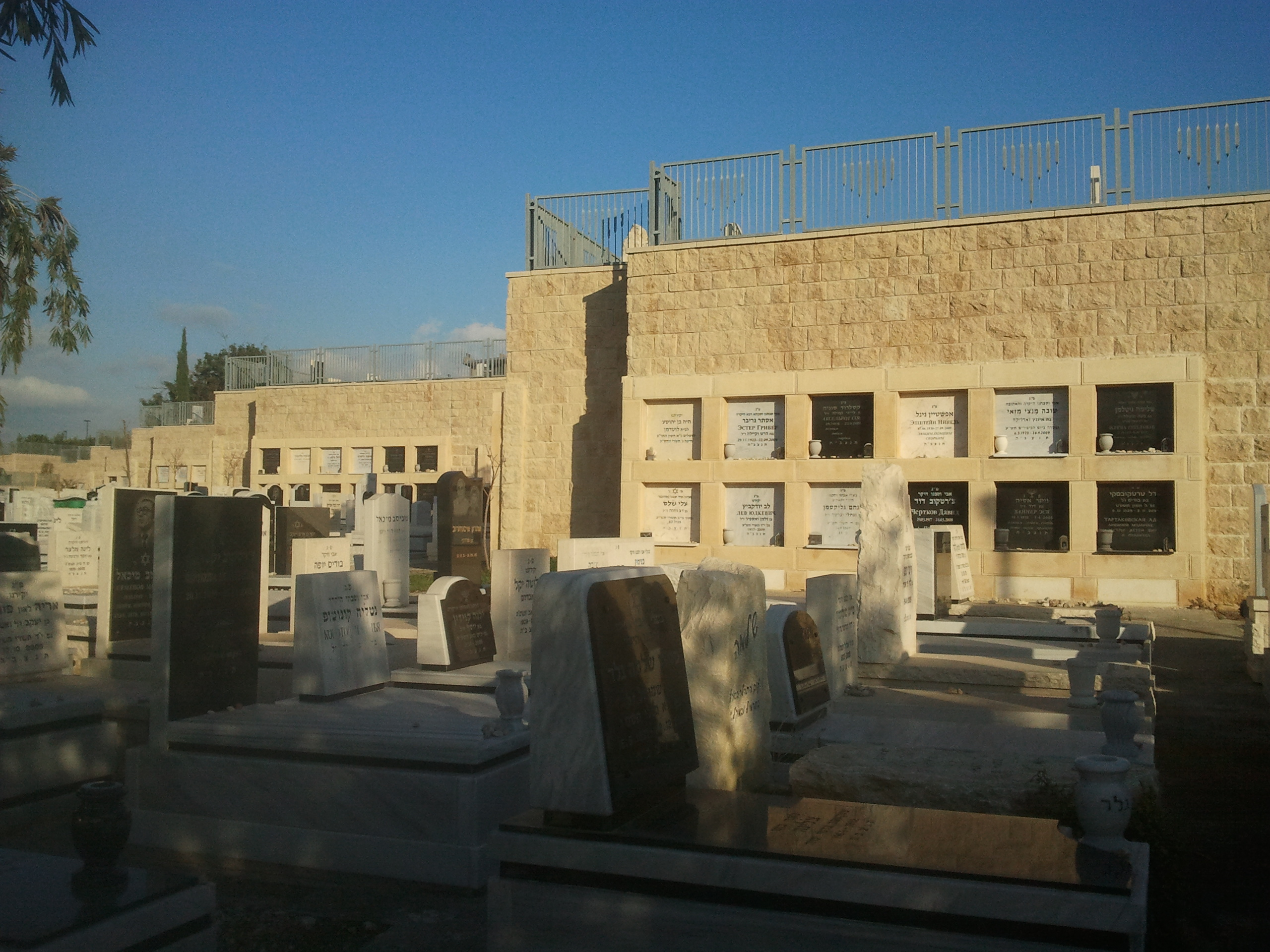
Наземне поховання та багаторівневе поховання
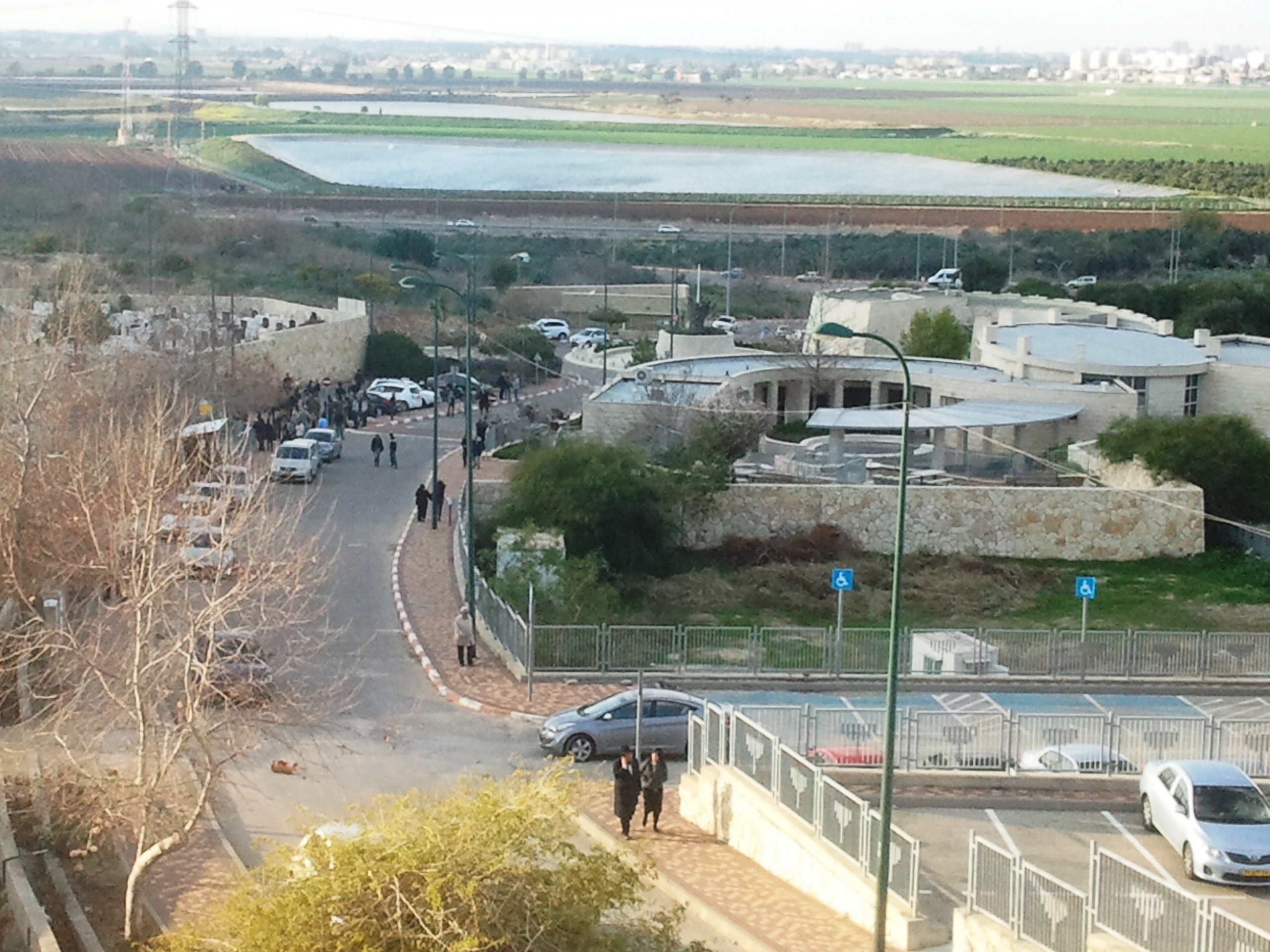
Вхід на цвинтар, вид з місця поховання на північ
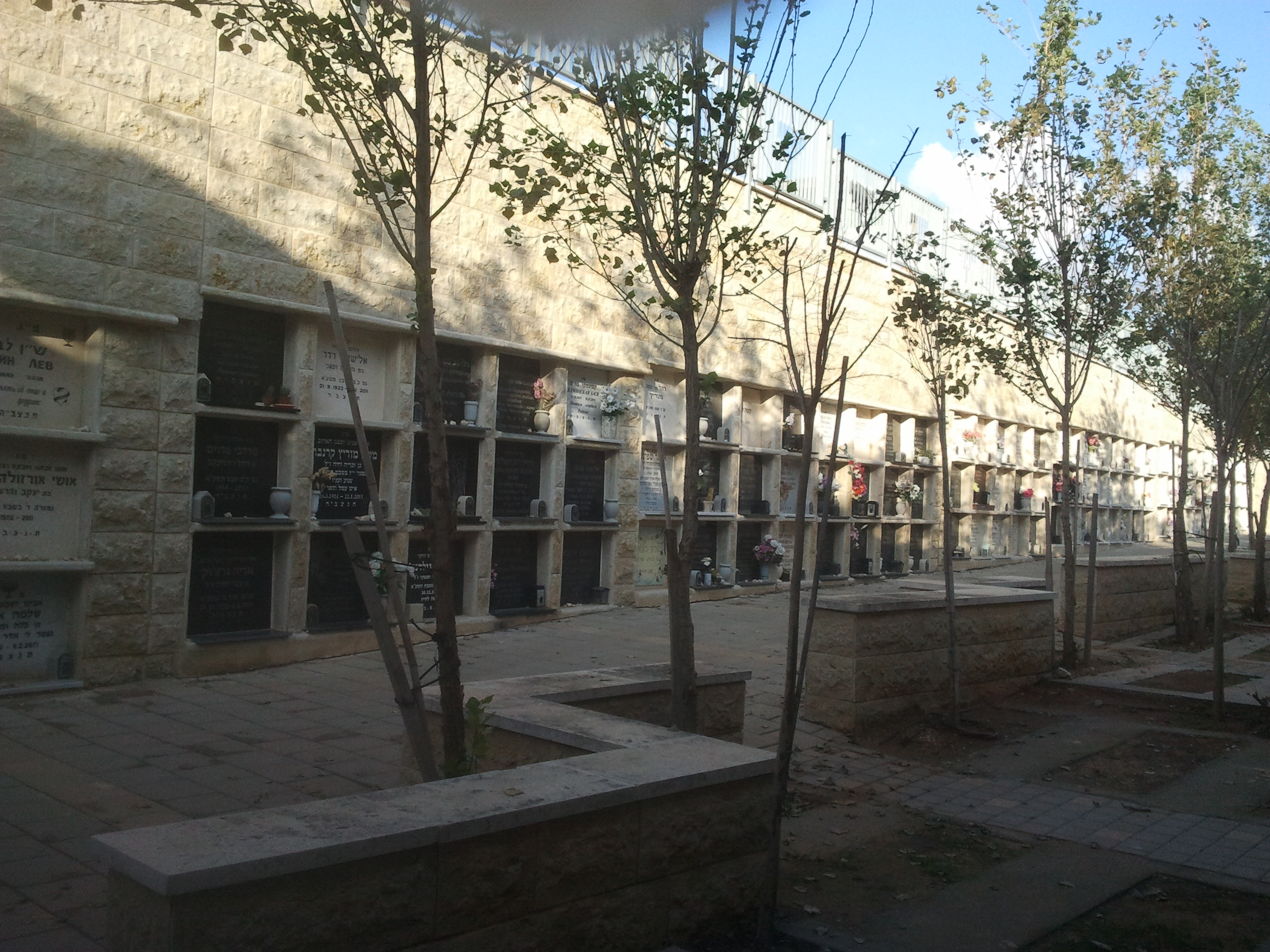
Поховання у побудованих нішах